# Joyce Van Patten
Joyce Van Patten (ur. 9 marca 1934 w Nowym Jorku) – amerykańska aktorka sceniczna, filmowa i telewizyjna.

## Życiorys
Joyce Van Patten urodziła się w Nowym Jorku jako córka Josephine Rose z domu Acerno i Richarda Byrona Van Pattena. Jest młodszą siostrą aktora Dicka Van Patten. Jej pierwszym mężem był aktor Martin Balsam. Z tego związku urodziła córkę Talię. Małżeństwo zakończyło się z rozwodem w 1962 roku. Jej drugim mężem był o 12 lat młodszy Dennis Dugan, lecz rozwiedli się w 1987 roku.

## Filmografia

### Gościnnie w serialach telewizyjnych
- 1955–1975 Gunsmoke jako Molly
- 1959–1964 Nietykalni jako Claire Vale
- 1959–1964 Strefa mroku jako Eileen Ransome
- 1960–1968 The Andy Griffith Show jako Laura Hollander
- 1970–1971 The Odd Couple jako Phyllis
- 1972–1978 The Bob Newhart Show jako Connie Miller
- 1997–2003 Oz jako Sarah Rebadow
- 2005 Gotowe na wszystko jako Carol Prudy
- 2010 Duże dzieci jako Gloria